# سیدی عبدالعزیز
سیدی عبدالعزیز (به عربی: سيدي عبد العزيز) یک شهر و شهرداری در الجزایر است که در Chekfa District واقع شده‌است. سیدی عبدالعزیز ۵۰٫۴۷ کیلومتر مربع مساحت و ۱۰٬۱۵۳ نفر جمعیت دارد.